# Syndipnus polyblastoides
Syndipnus polyblastoides är en stekelart som först beskrevs av Joseph Kriechbaumer 1897.  Syndipnus polyblastoides ingår i släktet Syndipnus och familjen brokparasitsteklar. Inga underarter finns listade i Catalogue of Life.